# Lista rezervațiilor naturale din județul Olt
Lista rezervațiilor naturale din județul Olt cuprinde ariile protejate de interes național (rezervații naturale), aflate pe teritoriul administrativ al județului Olt, declararate prin Legea Nr. 5 din 6 martie 2000 (privind aprobarea Planului de amenajare a teritoriului național - Secțiunea a III-a - arii protejate).

## Lista ariilor protejate
| Denumirea ariei protejate         | Cod       | Localizare                                              | Categorie IUCN | Tip                    | Suprafață (ha) | Observații (foto)          |
| --------------------------------- | --------- | ------------------------------------------------------- | -------------- | ---------------------- | -------------- | -------------------------- |
| Casa Pădurii din Pădurea Potelu   | RONPA0684 | Ianca                                                   | IV             | forestier              | 1,50           |                            |
| Iris - Malu Roșu                  | VI.25     | Mărunței                                                | IV             | floristic și faunistic | 1.380          | declarat prin HG 2151/2004 |
| Lacul Izbiceni                    | VI.24     | Izbiceni                                                | IV             | avifaunistic           | 1.095          | declarat prin HG 2151/2004 |
| Lacul Strejești                   | VI.22     | Strejești                                               | IV             | avifaunistic           | 2.378          | declarat prin HG 2151/2004 |
| Pădurea Braniștea Catârilor       | RONPA0682 | Obârșia, Ștefan cel Mare                                | IV             | forestier              | 301,30         |                            |
| Pădurea Călugărească              | RONPA0683 | Crăciunei                                               | IV             | forestier              | 40             |                            |
| Pădurea Reșca                     | RONPA0895 | Dobrosloveni, Fărcașele                                 | IV             | forestier              | 50             | declarat prin HG 2151/2004 |
| Pădurea Seaca - Optășani          | RONPA0681 | Optășani                                                | IV             | forestier              | 135            |                            |
| Rezervația de bujori a Academiei  | RONPA0685 | Stoicănești                                             | IV             | floristic              | 54,90          |                            |
| Rezervația de arborete de gârniță | RONPA0686 | Poboru                                                  | IV             | forestier              | 121            |                            |
| Valea Oltețului                   | RONPA0894 | Fălcoiu, Dobrun, Pârșcoveni, Bârza, Voineasa, Șopârlița | IV             | mixt                   | 900            | Valea Olteţului            |